# Incidente de armas nucleares da Força Aérea dos Estados Unidos de 2007
O Incidente de armas nucleares da Força Aérea dos Estados Unidos de 2007, foi um incidente que resultou em seis ogivas nucleares extraviadas, e desaparecidas, indevidamente, durante cerca de trinta e seis horas.
De início o Estados Unidos alegou ter sido um acidente, mas em 2012 eles admitiram ter sido propositalmente. O país foi obrigado a pagar cerca de 12 bilhões de dólares pelo ocorrido. [carece de fontes?]

## Incidente
Seis mísseis com ogivas nucleares foram colocados em uma asa, e seis outros sem este tipo de ogiva foram postos na outra, na base da Força Aérea em Minot, na Carolina do Norte.
O então presidente George W. Bush foi informado a respeito depois de oficiais terem descoberto as ogivas nucleares dentro do bombardeiro americano B-52 na base da Força Aérea de Barksdale, na Louisiana, destino do voo.
A Força Aérea americana dispensou o comandante do esquadrão armado da Base Aérea de Minot, em Dakota do Norte, e abriu uma investigação para apurar o que ocorreu. Armas nucleares são geralmente transferidas em aviões de carga, nunca colocados sob as asas de um bombardeiro. Os voos desse tipo de avião carregados com armamento nuclear funcional foram encerrados no final da década de 60 depois do Incidente Palomares na Espanha, em 1966, e outro na Groenlândia, em 1968.